# بوليفيموس
بوليفيموس هو أحد شخصيات الأساطير الإغريقية، وهو أشهر كائنات الصقلوب ذات العين الواحدة، وهو ابن بوسيدون والحورية ثيبسا، وكان يعيش في كهف جنوب غرب صقلية ويملك قطيعاً كبيراً من الحيوانات، ضخم الجثة وله عين واحدة وسط جبهته، ويلتهم لحم البشر ولا يقيم وزناً لقانون إلهي أو بشري.

## نبذة
ذكر في الأوديسة عندما حط أوديس على شاطئ صقلية. وعندما طلب المساعدة من بوليفيموس قبض عليه هو ورجاله الإثني عشر وأغلق عليهم باب الكهف بصخرة ضخمة، ووصف هومر بشكل مفصل كيف أن أوديس استطاع أن يجعل العملاق مخموراً وسمل عينه الوحيدة بأن أدخل عموداً مشتعلاً فيها عندما كان نائماً، ومع ستة من رفاقه الآخرون الذين إلتهمهم بوليفيموس. استطاع أوديس الهرب بأن تعلق ببطون الخراف التي أخرجها بوليفيموس للمرعى، وكان أوديس قد أخبره في البداية أن اسمه لا أحد. فعندما هرب إلى البحر صرخ بوليفيموس للآلهة أن لا أحد آذاه.

## معرض صور

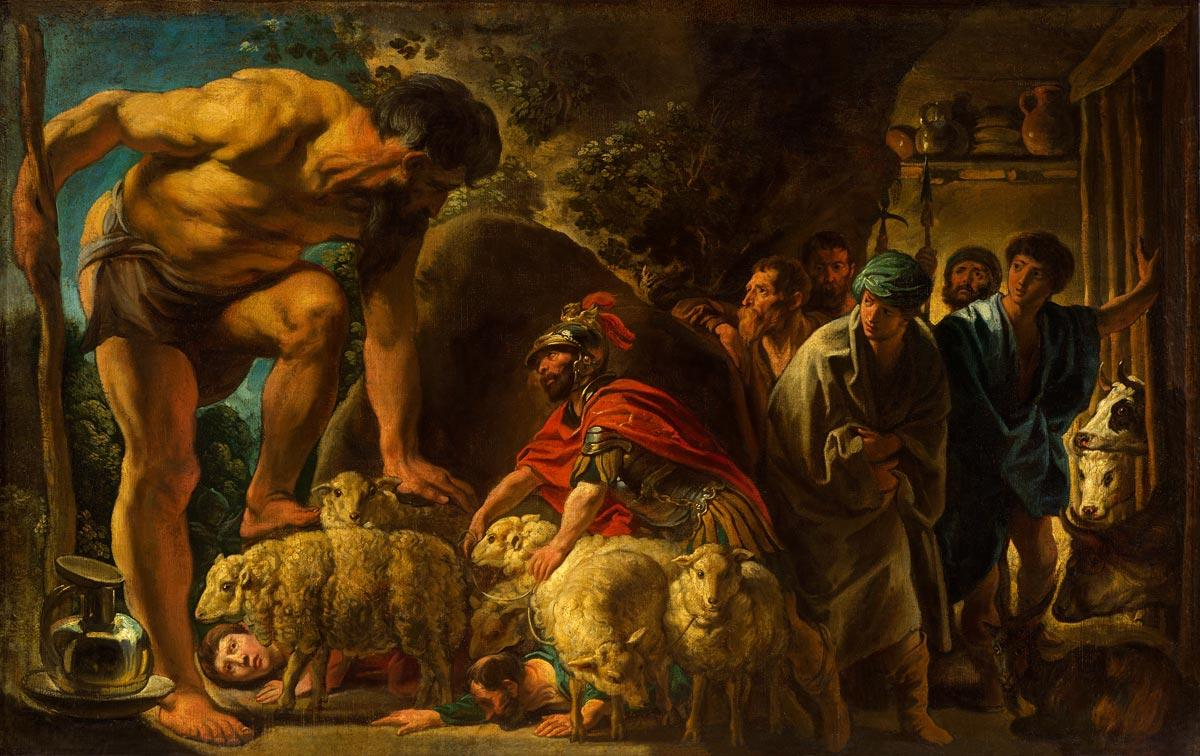
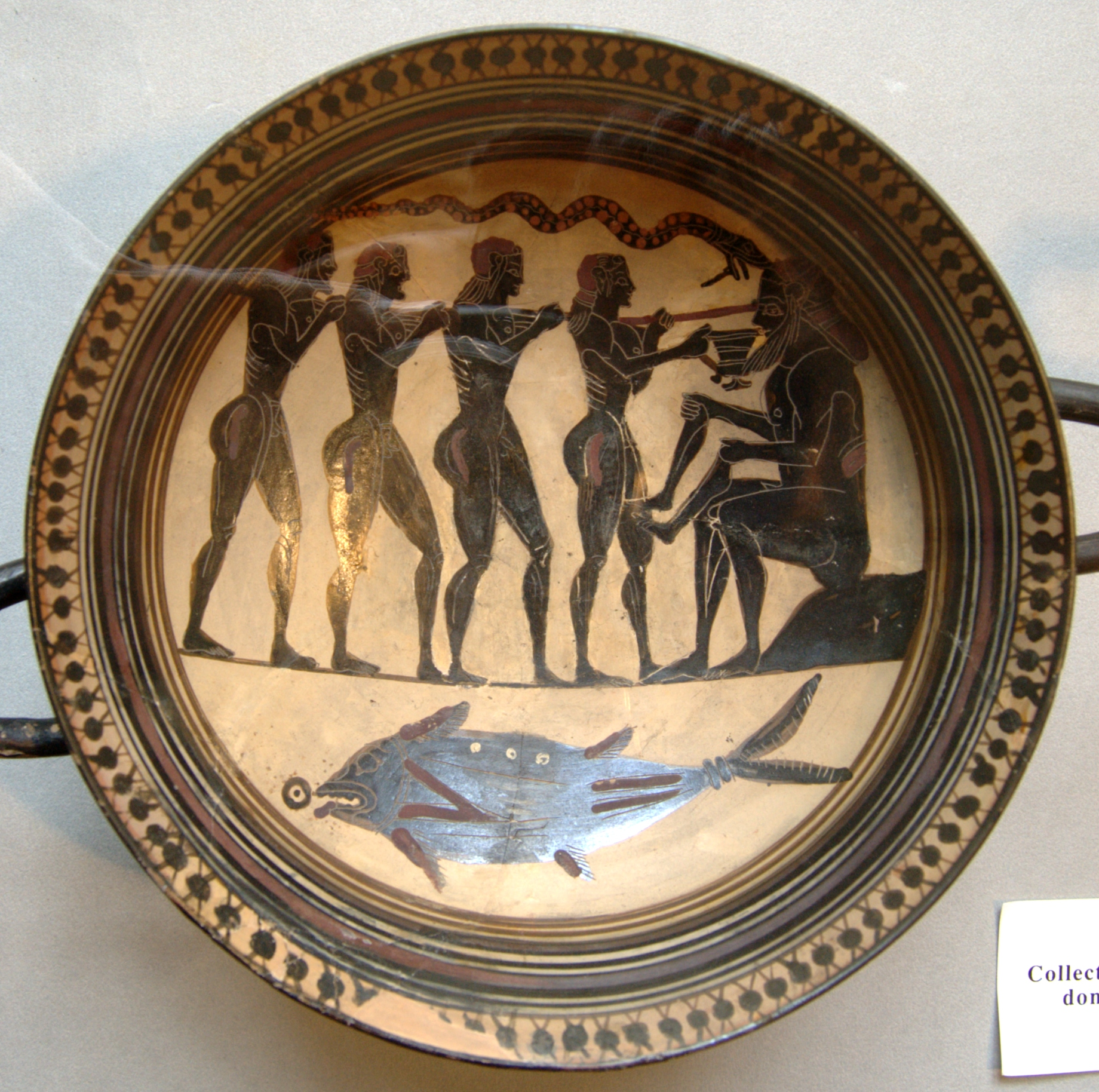
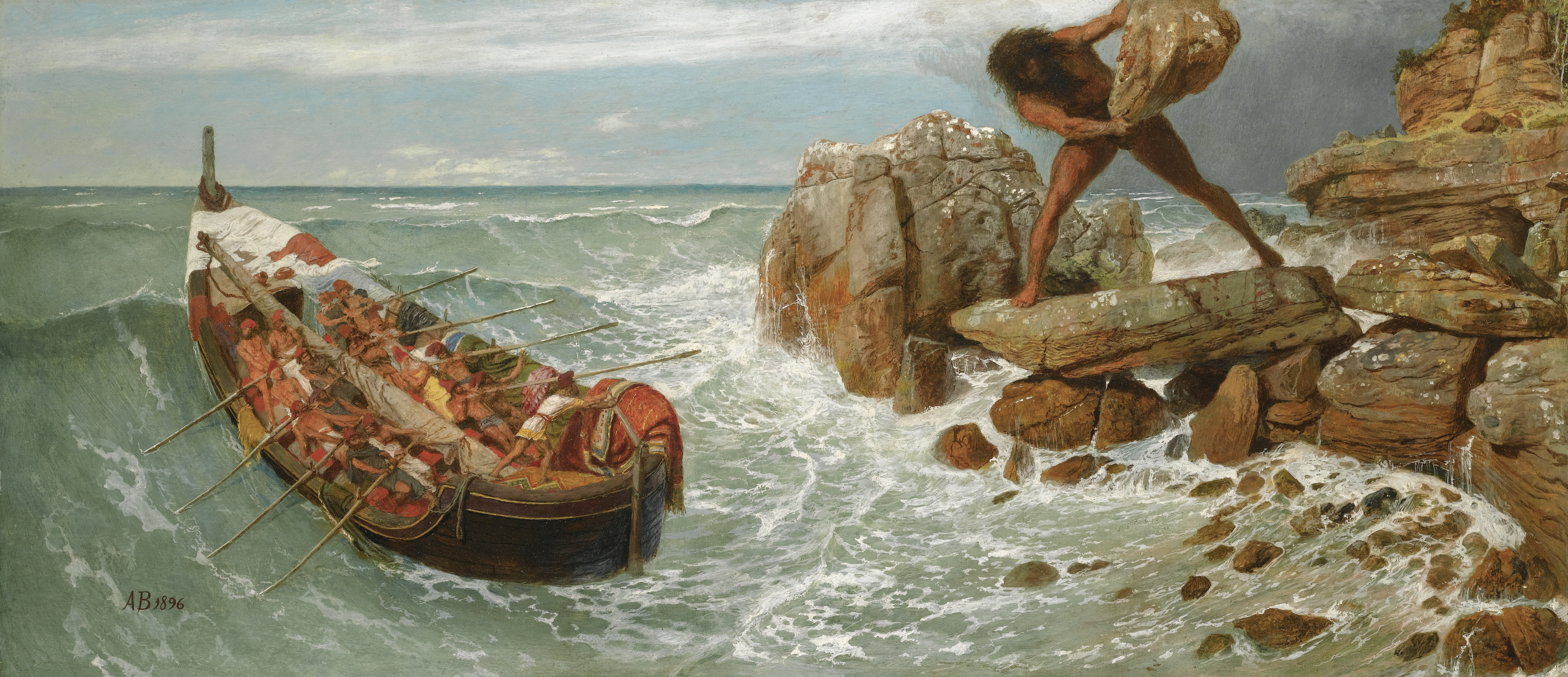
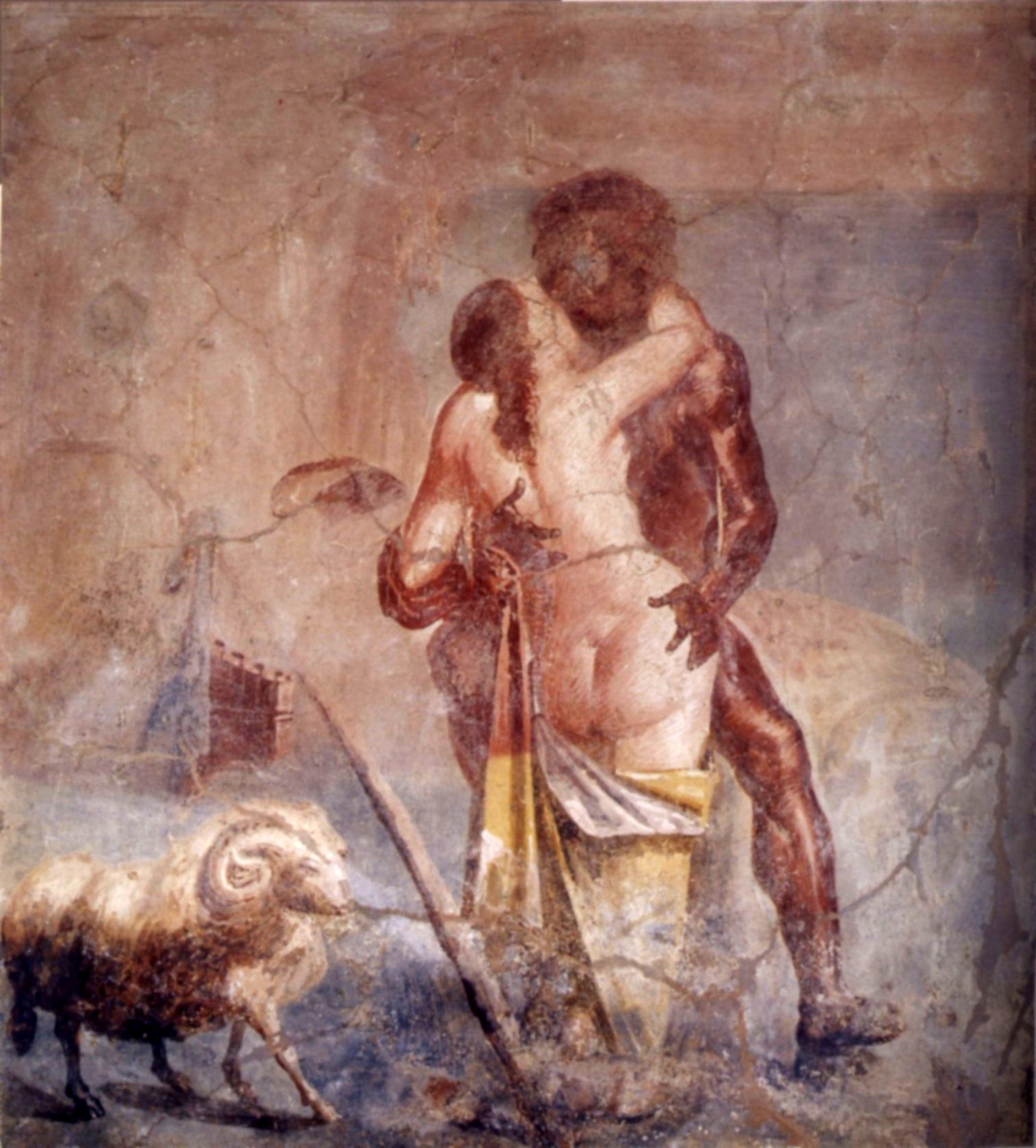